# Maison de Gâtinais-Anjou
 (août 2024).
Si vous disposez d'ouvrages ou d'articles de référence ou si vous connaissez des sites web de qualité traitant du thème abordé ici, merci de compléter l'article en donnant les références utiles à sa vérifiabilité et en les liant à la section « Notes et références ».
La maison de Gâtinais-Anjou, aussi nommée Maison de Château-Landon, est une famille de la noblesse française. Ils furent comtes d'Anjou, comtes du Maine, comtes de Touraine, mais aussi ducs de Normandie et rois de Jérusalem. Héritière des Ingelgeriens, la maison des Gâtinais-Anjou est souvent citée à tort comme la Première maison d'Anjou. Au XIIe siècle, les descendants issus des deux mariages de Foulques V d'Anjou scinderont la maison en deux branches : l'aînée formera les Plantagenêts dont certains deviendront rois d'Angleterre (dynastie qui se scindera elle-même en les maisons de Lancastre et d'York), tandis que la cadette maintiendra une dynastie au royaume de Jérusalem durant le XIIe siècle, avant de se fondre avec la maison de Montferrat.

## Histoire de la famille
On peut faire remonter la généalogie de la maison aux Rorgonides, famille de la noblesse franque, issue de Rorgon Ier qui vécut à la cour de l'empereur Charlemagne. Au Xe siècle, un de ses descendants Geoffroy Ier devient vicomte de Châteaudun, et fonde ainsi la maison de Châteaudun et du Perche.
Le second mariage de Béatrice de Mâcon avec Hugues du Perche permet à ce dernier, cadet de la maison de Châteaudun et du Perche, d'obtenir le Gâtinais. En, effet à la fin du Xe siècle, Béatrice de Mâcon est veuve de Geoffroy Ier, comte du Gâtinais. Leur fils Aubry le Tors meurt sans héritier. Après la mort de Geoffroy, Béatrice épousa Hugues, duquel elle eut Geoffroy II, qui devient comte du Gâtinais. Celui-ci épousa Ermengarde, fille de Foulques III le Noir, comte d'Anjou. De leur union naquirent Geoffroy III (comte d'Anjou et du Gâtinais) et Foulques IV (comte d'Anjou). En 1068, Foulques IV cède le Gâtinais au roi des Francs Philippe Ier qui le fait entrer au domaine royal.
L'épouse de Geoffroy II, Ermengarde, est issue par son père des Ingelgeriens. Héritière de cette noblesse franque, la lignée des Ingelgériens s'éteignit agnatiquement avec la mort de son frère Geoffroy II d'Anjou en 1060. Ceci permit de former l'embryon de ce qui deviendra l'Empire angevin au XIIe siècle.
|  |  |                               |                               |                               |                               |                               |                               |                          |                          |                          |                          |                         |                         |                         |                         |                   |                   |                                   |                                   |                                   |                                   | Rorgonides                        |                                   |                  |                  |                                   |                                   |                                   |                                   |                                   |                                   |                                   |                                   |                                    |                                    |                                    |                                    |                                    |                                    |  |  |                          |                          |                          |                          |                          |                          |  |  |  |  |
|  |  |                               |                               |                               |                               |                               |                               |                          |                          |                          |                          |                         |                         |                         |                         |                   |                   |                                   |                                   |                                   |                                   |                                   |                                   |                  |                  |                                   |                                   |                                   |                                   |                                   |                                   |                                   |                                   |                                    |                                    |                                    |                                    |                                    |                                    |  |  |                          |                          |                          |                          |                          |                          |  |  |  |  |
|  |  |                               |                               |                               |                               |                               |                               |                          |                          |                          |                          |                         |                         |                         |                         |                   |                   |                                   |                                   |                                   |                                   |                                   |                                   |                  |                  |                                   |                                   |                                   |                                   |                                   |                                   |                                   |                                   |                                    |                                    |                                    |                                    |                                    |                                    |  |  |                          |                          |                          |                          |                          |                          |  |  |  |  |
|  |  |                               |                               |                               |                               | Maison de Vexin               | Maison de Vexin               | Maison de Vexin          | Maison de Vexin          | Maison de Vexin          | Maison de Vexin          |                         |                         |                         |                         |                   |                   | Hugues Ier                        | Hugues Ier                        | Hugues Ier                        | Hugues Ier                        | Hugues Ier                        | Hugues Ier                        |                  |                  | Fulcois du Perche                 | Fulcois du Perche                 | Fulcois du Perche                 | Fulcois du Perche                 | Fulcois du Perche                 | Fulcois du Perche                 |                                   |                                   |                                    |                                    |                                    |                                    |                                    |                                    |  |  |                          |                          |                          |                          |                          |                          |  |  |  |  |
|  |  |                               |                               |                               |                               | Maison de Vexin               | Maison de Vexin               | Maison de Vexin          | Maison de Vexin          | Maison de Vexin          | Maison de Vexin          |                         |                         |                         |                         |                   |                   | Hugues Ier                        | Hugues Ier                        | Hugues Ier                        | Hugues Ier                        | Hugues Ier                        | Hugues Ier                        |                  |                  | Fulcois du Perche                 | Fulcois du Perche                 | Fulcois du Perche                 | Fulcois du Perche                 | Fulcois du Perche                 | Fulcois du Perche                 |                                   |                                   |                                    |                                    |                                    |                                    |                                    |                                    |  |  |                          |                          |                          |                          |                          |                          |  |  |  |  |
|  |  |                               |                               |                               |                               |                               |                               |                          |                          |                          |                          |                         |                         |                         |                         |                   |                   |                                   |                                   |                                   |                                   |                                   |                                   |                  |                  |                                   |                                   |                                   |                                   |                                   |                                   |                                   |                                   |                                    |                                    |                                    |                                    |                                    |                                    |  |  |                          |                          |                          |                          |                          |                          |  |  |  |  |
|  |  |                               |                               |                               |                               | Geoffroy Ier de Gâtinais      | Geoffroy Ier de Gâtinais      | Geoffroy Ier de Gâtinais | Geoffroy Ier de Gâtinais | Geoffroy Ier de Gâtinais | Geoffroy Ier de Gâtinais |                         |                         | Béatrice de Mâcon       | Béatrice de Mâcon       | Béatrice de Mâcon | Béatrice de Mâcon | Béatrice de Mâcon                 | Béatrice de Mâcon                 |                                   |                                   | Hugues du Perche                  | Hugues du Perche                  | Hugues du Perche | Hugues du Perche | Hugues du Perche                  | Hugues du Perche                  |                                   |                                   | Geoffroy Ier Maison de Châteaudun | Geoffroy Ier Maison de Châteaudun | Geoffroy Ier Maison de Châteaudun | Geoffroy Ier Maison de Châteaudun | Geoffroy Ier Maison de Châteaudun  | Geoffroy Ier Maison de Châteaudun  |                                    |                                    |                                    |                                    |  |  |                          |                          |                          |                          |                          |                          |  |  |  |  |
|  |  |                               |                               |                               |                               | Geoffroy Ier de Gâtinais      | Geoffroy Ier de Gâtinais      | Geoffroy Ier de Gâtinais | Geoffroy Ier de Gâtinais | Geoffroy Ier de Gâtinais | Geoffroy Ier de Gâtinais |                         |                         | Béatrice de Mâcon       | Béatrice de Mâcon       | Béatrice de Mâcon | Béatrice de Mâcon | Béatrice de Mâcon                 | Béatrice de Mâcon                 |                                   |                                   | Hugues du Perche                  | Hugues du Perche                  | Hugues du Perche | Hugues du Perche | Hugues du Perche                  | Hugues du Perche                  |                                   |                                   | Geoffroy Ier Maison de Châteaudun | Geoffroy Ier Maison de Châteaudun | Geoffroy Ier Maison de Châteaudun | Geoffroy Ier Maison de Châteaudun | Geoffroy Ier Maison de Châteaudun  | Geoffroy Ier Maison de Châteaudun  |                                    |                                    |                                    |                                    |  |  |                          |                          |                          |                          |                          |                          |  |  |  |  |
|  |  |                               |                               |                               |                               |                               |                               |                          |                          |                          |                          |                         |                         |                         |                         |                   |                   |                                   |                                   |                                   |                                   |                                   |                                   |                  |                  |                                   |                                   |                                   |                                   |                                   |                                   |                                   |                                   |                                    |                                    |                                    |                                    |                                    |                                    |  |  |                          |                          |                          |                          |                          |                          |  |  |  |  |
|  |  |                               |                               |                               |                               |                               |                               |                          |                          |                          |                          |                         |                         |                         |                         |                   |                   | Geoffroy II Ferréol               | Geoffroy II Ferréol               | Geoffroy II Ferréol               | Geoffroy II Ferréol               | Geoffroy II Ferréol               | Geoffroy II Ferréol               |                  |                  | Ermengarde d'Anjou                | Ermengarde d'Anjou                | Ermengarde d'Anjou                | Ermengarde d'Anjou                | Ermengarde d'Anjou                | Ermengarde d'Anjou                |                                   |                                   |                                    |                                    |                                    |                                    |                                    |                                    |  |  |                          |                          |                          |                          |                          |                          |  |  |  |  |
|  |  |                               |                               |                               |                               |                               |                               |                          |                          |                          |                          |                         |                         |                         |                         |                   |                   | Geoffroy II Ferréol               | Geoffroy II Ferréol               | Geoffroy II Ferréol               | Geoffroy II Ferréol               | Geoffroy II Ferréol               | Geoffroy II Ferréol               |                  |                  | Ermengarde d'Anjou                | Ermengarde d'Anjou                | Ermengarde d'Anjou                | Ermengarde d'Anjou                | Ermengarde d'Anjou                | Ermengarde d'Anjou                |                                   |                                   |                                    |                                    |                                    |                                    |                                    |                                    |  |  |                          |                          |                          |                          |                          |                          |  |  |  |  |
|  |  |                               |                               |                               |                               |                               |                               |                          |                          |                          |                          |                         |                         |                         |                         |                   |                   |                                   |                                   |                                   |                                   |                                   |                                   |                  |                  |                                   |                                   |                                   |                                   |                                   |                                   |                                   |                                   |                                    |                                    |                                    |                                    |                                    |                                    |  |  |                          |                          |                          |                          |                          |                          |  |  |  |  |
|  |  |                               |                               |                               |                               |                               |                               |                          |                          |                          |                          |                         |                         |                         |                         |                   |                   |                                   |                                   |                                   |                                   |                                   |                                   |                  |                  |                                   |                                   |                                   |                                   |                                   |                                   |                                   |                                   |                                    |                                    |                                    |                                    |                                    |                                    |  |  |                          |                          |                          |                          |                          |                          |  |  |  |  |
|  |  |                               |                               |                               |                               |                               |                               |                          |                          |                          |                          |                         |                         |                         |                         |                   |                   | Geoffroy III le Barbu (1040-1097) | Geoffroy III le Barbu (1040-1097) | Geoffroy III le Barbu (1040-1097) | Geoffroy III le Barbu (1040-1097) | Geoffroy III le Barbu (1040-1097) | Geoffroy III le Barbu (1040-1097) |                  |                  | Foulques IV le Réchin (1043-1109) | Foulques IV le Réchin (1043-1109) | Foulques IV le Réchin (1043-1109) | Foulques IV le Réchin (1043-1109) | Foulques IV le Réchin (1043-1109) | Foulques IV le Réchin (1043-1109) |                                   |                                   |                                    |                                    |                                    |                                    |                                    |                                    |  |  |                          |                          |                          |                          |                          |                          |  |  |  |  |
|  |  |                               |                               |                               |                               |                               |                               |                          |                          |                          |                          |                         |                         |                         |                         |                   |                   | Geoffroy III le Barbu (1040-1097) | Geoffroy III le Barbu (1040-1097) | Geoffroy III le Barbu (1040-1097) | Geoffroy III le Barbu (1040-1097) | Geoffroy III le Barbu (1040-1097) | Geoffroy III le Barbu (1040-1097) |                  |                  | Foulques IV le Réchin (1043-1109) | Foulques IV le Réchin (1043-1109) | Foulques IV le Réchin (1043-1109) | Foulques IV le Réchin (1043-1109) | Foulques IV le Réchin (1043-1109) | Foulques IV le Réchin (1043-1109) |                                   |                                   |                                    |                                    |                                    |                                    |                                    |                                    |  |  |                          |                          |                          |                          |                          |                          |  |  |  |  |
|  |  |                               |                               |                               |                               |                               |                               |                          |                          |                          |                          |                         |                         |                         |                         |                   |                   |                                   |                                   |                                   |                                   |                                   |                                   |                  |                  |                                   |                                   |                                   |                                   |                                   |                                   |                                   |                                   |                                    |                                    |                                    |                                    |                                    |                                    |  |  |                          |                          |                          |                          |                          |                          |  |  |  |  |
|  |  |                               |                               |                               |                               |                               |                               |                          |                          | Erembourg du Maine       | Erembourg du Maine       | Erembourg du Maine      | Erembourg du Maine      | Erembourg du Maine      | Erembourg du Maine      |                   |                   | Foulques V (1092-1143)            | Foulques V (1092-1143)            | Foulques V (1092-1143)            | Foulques V (1092-1143)            | Foulques V (1092-1143)            | Foulques V (1092-1143)            |                  |                  | Mélisende de Jérusalem            | Mélisende de Jérusalem            | Mélisende de Jérusalem            | Mélisende de Jérusalem            | Mélisende de Jérusalem            | Mélisende de Jérusalem            |                                   |                                   | Geoffroy IV (c.1070-1106)          | Geoffroy IV (c.1070-1106)          | Geoffroy IV (c.1070-1106)          | Geoffroy IV (c.1070-1106)          | Geoffroy IV (c.1070-1106)          | Geoffroy IV (c.1070-1106)          |  |  |                          |                          |                          |                          |                          |                          |  |  |  |  |
|  |  |                               |                               |                               |                               |                               |                               |                          |                          | Erembourg du Maine       | Erembourg du Maine       | Erembourg du Maine      | Erembourg du Maine      | Erembourg du Maine      | Erembourg du Maine      |                   |                   | Foulques V (1092-1143)            | Foulques V (1092-1143)            | Foulques V (1092-1143)            | Foulques V (1092-1143)            | Foulques V (1092-1143)            | Foulques V (1092-1143)            |                  |                  | Mélisende de Jérusalem            | Mélisende de Jérusalem            | Mélisende de Jérusalem            | Mélisende de Jérusalem            | Mélisende de Jérusalem            | Mélisende de Jérusalem            |                                   |                                   | Geoffroy IV (c.1070-1106)          | Geoffroy IV (c.1070-1106)          | Geoffroy IV (c.1070-1106)          | Geoffroy IV (c.1070-1106)          | Geoffroy IV (c.1070-1106)          | Geoffroy IV (c.1070-1106)          |  |  |                          |                          |                          |                          |                          |                          |  |  |  |  |
|  |  |                               |                               |                               |                               |                               |                               |                          |                          |                          |                          |                         |                         |                         |                         |                   |                   |                                   |                                   |                                   |                                   |                                   |                                   |                  |                  |                                   |                                   |                                   |                                   |                                   |                                   |                                   |                                   |                                    |                                    |                                    |                                    |                                    |                                    |  |  |                          |                          |                          |                          |                          |                          |  |  |  |  |
|  |  |                               |                               |                               |                               |                               |                               |                          |                          |                          |                          |                         |                         |                         |                         |                   |                   |                                   |                                   |                                   |                                   |                                   |                                   |                  |                  |                                   |                                   |                                   |                                   |                                   |                                   |                                   |                                   |                                    |                                    |                                    |                                    |                                    |                                    |  |  |                          |                          |                          |                          |                          |                          |  |  |  |  |
|  |  | Geoffroy V le Bel (1113-1151) | Geoffroy V le Bel (1113-1151) | Geoffroy V le Bel (1113-1151) | Geoffroy V le Bel (1113-1151) | Geoffroy V le Bel (1113-1151) | Geoffroy V le Bel (1113-1151) |                          |                          | Élie II (1115-1151)      | Élie II (1115-1151)      | Élie II (1115-1151)     | Élie II (1115-1151)     | Élie II (1115-1151)     | Élie II (1115-1151)     |                   |                   | Baudouin III (1131-1162)          | Baudouin III (1131-1162)          | Baudouin III (1131-1162)          | Baudouin III (1131-1162)          | Baudouin III (1131-1162)          | Baudouin III (1131-1162)          |                  |                  | Agnès de Courtenay                | Agnès de Courtenay                | Agnès de Courtenay                | Agnès de Courtenay                | Agnès de Courtenay                | Agnès de Courtenay                |                                   |                                   | Amaury Ier (1136-1174)             | Amaury Ier (1136-1174)             | Amaury Ier (1136-1174)             | Amaury Ier (1136-1174)             | Amaury Ier (1136-1174)             | Amaury Ier (1136-1174)             |  |  | Marie Comnène            | Marie Comnène            | Marie Comnène            | Marie Comnène            | Marie Comnène            | Marie Comnène            |  |  |  |  |
|  |  | Geoffroy V le Bel (1113-1151) | Geoffroy V le Bel (1113-1151) | Geoffroy V le Bel (1113-1151) | Geoffroy V le Bel (1113-1151) | Geoffroy V le Bel (1113-1151) | Geoffroy V le Bel (1113-1151) |                          |                          | Élie II (1115-1151)      | Élie II (1115-1151)      | Élie II (1115-1151)     | Élie II (1115-1151)     | Élie II (1115-1151)     | Élie II (1115-1151)     |                   |                   | Baudouin III (1131-1162)          | Baudouin III (1131-1162)          | Baudouin III (1131-1162)          | Baudouin III (1131-1162)          | Baudouin III (1131-1162)          | Baudouin III (1131-1162)          |                  |                  | Agnès de Courtenay                | Agnès de Courtenay                | Agnès de Courtenay                | Agnès de Courtenay                | Agnès de Courtenay                | Agnès de Courtenay                |                                   |                                   | Amaury Ier (1136-1174)             | Amaury Ier (1136-1174)             | Amaury Ier (1136-1174)             | Amaury Ier (1136-1174)             | Amaury Ier (1136-1174)             | Amaury Ier (1136-1174)             |  |  | Marie Comnène            | Marie Comnène            | Marie Comnène            | Marie Comnène            | Marie Comnène            | Marie Comnène            |  |  |  |  |
|  |  |                               |                               |                               |                               |                               |                               |                          |                          |                          |                          |                         |                         |                         |                         |                   |                   |                                   |                                   |                                   |                                   |                                   |                                   |                  |                  |                                   |                                   |                                   |                                   |                                   |                                   |                                   |                                   |                                    |                                    |                                    |                                    |                                    |                                    |  |  |                          |                          |                          |                          |                          |                          |  |  |  |  |
|  |  |                               |                               |                               |                               |                               |                               |                          |                          |                          |                          |                         |                         |                         |                         |                   |                   |                                   |                                   |                                   |                                   |                                   |                                   |                  |                  |                                   |                                   |                                   |                                   |                                   |                                   |                                   |                                   |                                    |                                    |                                    |                                    |                                    |                                    |  |  |                          |                          |                          |                          |                          |                          |  |  |  |  |
|  |  | Maison Plantagenêt            | Maison Plantagenêt            | Maison Plantagenêt            | Maison Plantagenêt            | Maison Plantagenêt            | Maison Plantagenêt            |                          |                          | Guillaume de Montferrat  | Guillaume de Montferrat  | Guillaume de Montferrat | Guillaume de Montferrat | Guillaume de Montferrat | Guillaume de Montferrat |                   |                   | Sibylle (1159-1190)               | Sibylle (1159-1190)               | Sibylle (1159-1190)               | Sibylle (1159-1190)               | Sibylle (1159-1190)               | Sibylle (1159-1190)               |                  |                  | Guy de Lusignan                   | Guy de Lusignan                   | Guy de Lusignan                   | Guy de Lusignan                   | Guy de Lusignan                   | Guy de Lusignan                   |                                   |                                   | Baudouin IV le Lépreux (1161-1185) | Baudouin IV le Lépreux (1161-1185) | Baudouin IV le Lépreux (1161-1185) | Baudouin IV le Lépreux (1161-1185) | Baudouin IV le Lépreux (1161-1185) | Baudouin IV le Lépreux (1161-1185) |  |  | Isabelle Ire (1172-1205) | Isabelle Ire (1172-1205) | Isabelle Ire (1172-1205) | Isabelle Ire (1172-1205) | Isabelle Ire (1172-1205) | Isabelle Ire (1172-1205) |  |  |  |  |
|  |  | Maison Plantagenêt            | Maison Plantagenêt            | Maison Plantagenêt            | Maison Plantagenêt            | Maison Plantagenêt            | Maison Plantagenêt            |                          |                          | Guillaume de Montferrat  | Guillaume de Montferrat  | Guillaume de Montferrat | Guillaume de Montferrat | Guillaume de Montferrat | Guillaume de Montferrat |                   |                   | Sibylle (1159-1190)               | Sibylle (1159-1190)               | Sibylle (1159-1190)               | Sibylle (1159-1190)               | Sibylle (1159-1190)               | Sibylle (1159-1190)               |                  |                  | Guy de Lusignan                   | Guy de Lusignan                   | Guy de Lusignan                   | Guy de Lusignan                   | Guy de Lusignan                   | Guy de Lusignan                   |                                   |                                   | Baudouin IV le Lépreux (1161-1185) | Baudouin IV le Lépreux (1161-1185) | Baudouin IV le Lépreux (1161-1185) | Baudouin IV le Lépreux (1161-1185) | Baudouin IV le Lépreux (1161-1185) | Baudouin IV le Lépreux (1161-1185) |  |  | Isabelle Ire (1172-1205) | Isabelle Ire (1172-1205) | Isabelle Ire (1172-1205) | Isabelle Ire (1172-1205) | Isabelle Ire (1172-1205) | Isabelle Ire (1172-1205) |  |  |  |  |

N.B. : en gras figurent les comtes d'Anjou, tandis que les rois de Jérusalem sont symbolisés par une couronne rouge ().